# Hemisphaerius submaculatus
Hemisphaerius submaculatus är en insektsart som beskrevs av Melichar 1906. Hemisphaerius submaculatus ingår i släktet Hemisphaerius och familjen sköldstritar. Inga underarter finns listade i Catalogue of Life.